# Ludwig Seuss

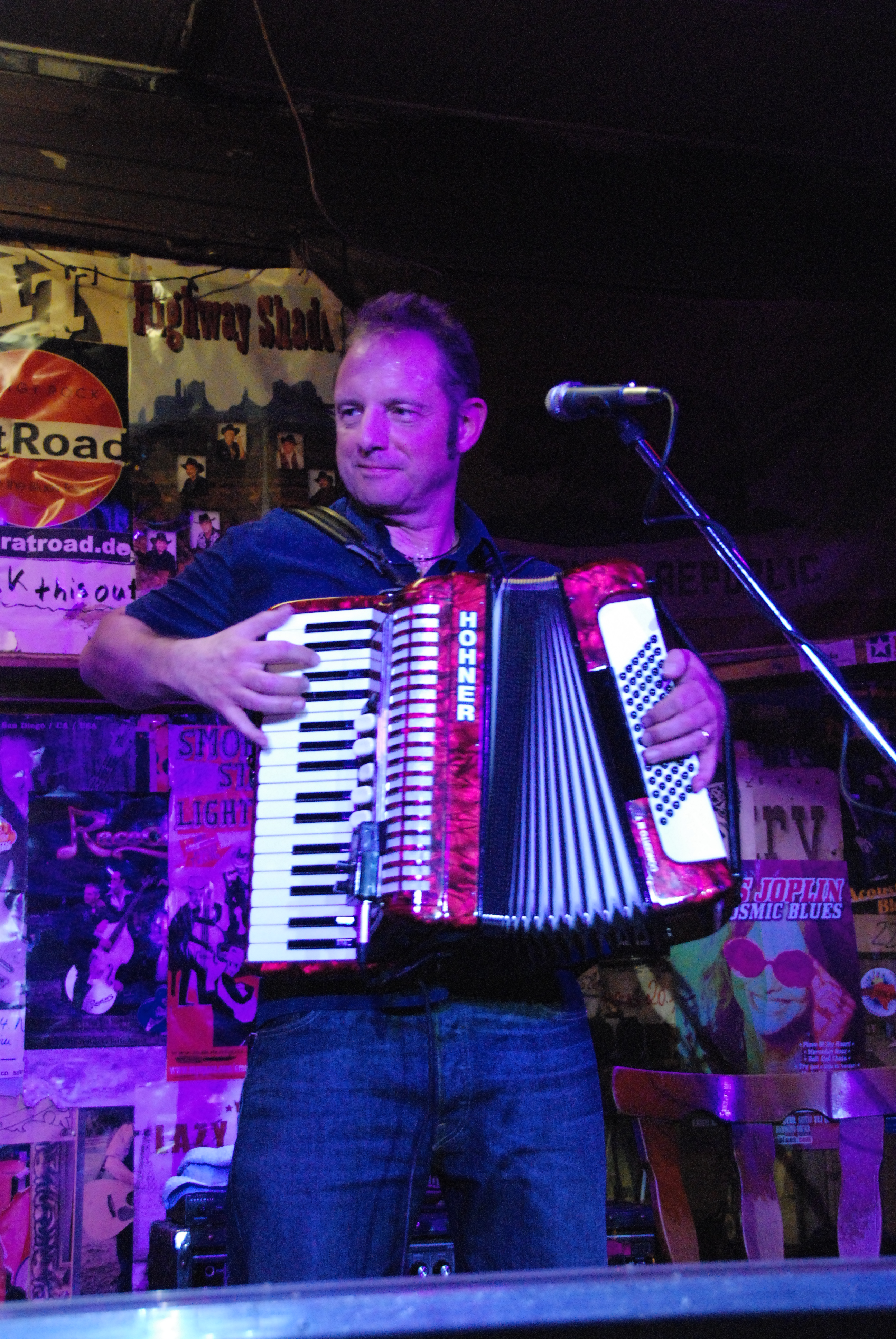
Ludwig Seuss

Ludwig Seuss (* 1. Juli 1964 in München) ist ein deutscher Pianist, Organist und Akkordeonist.

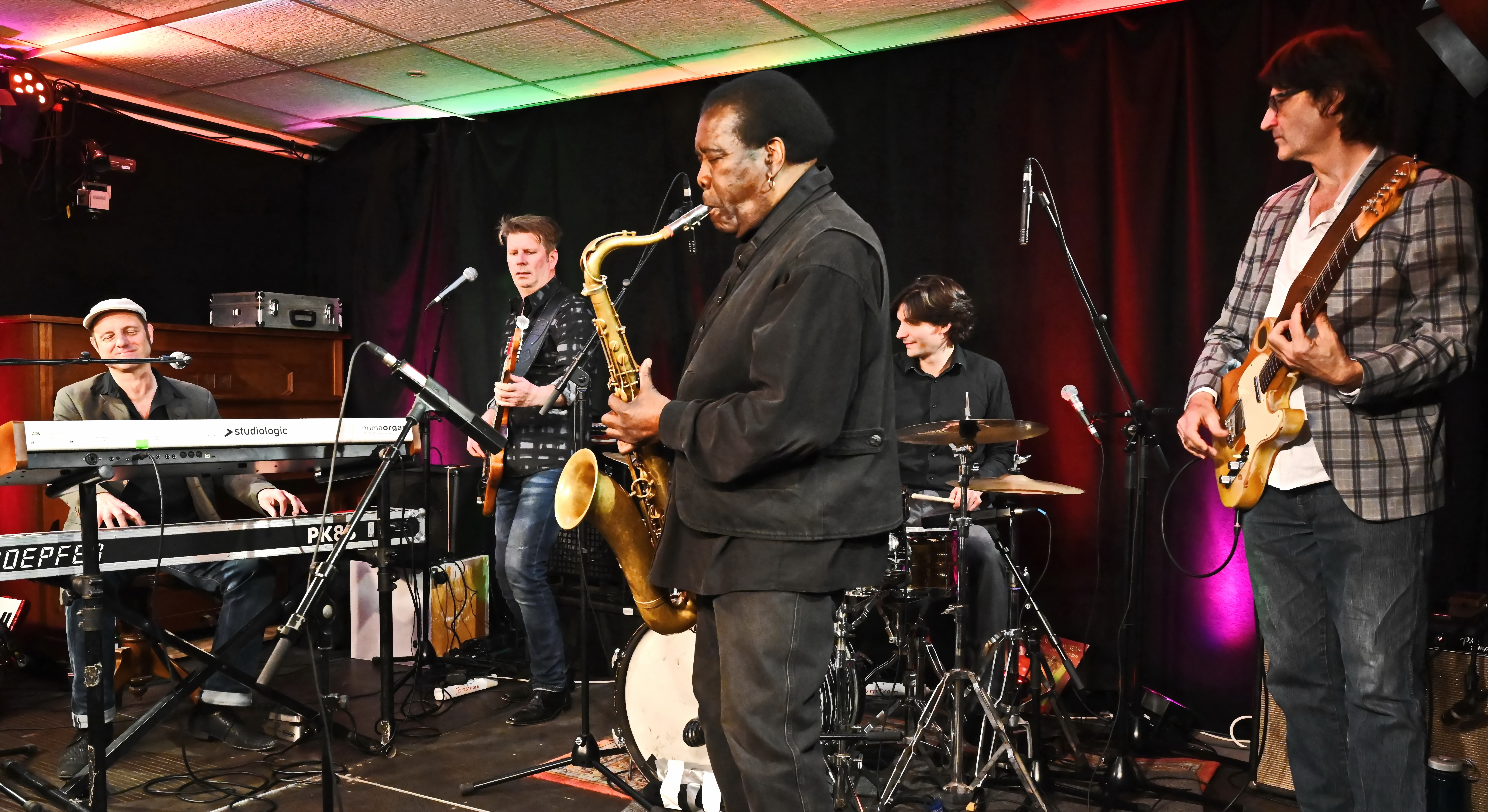
Ludwig-Seuss-Band, 2020

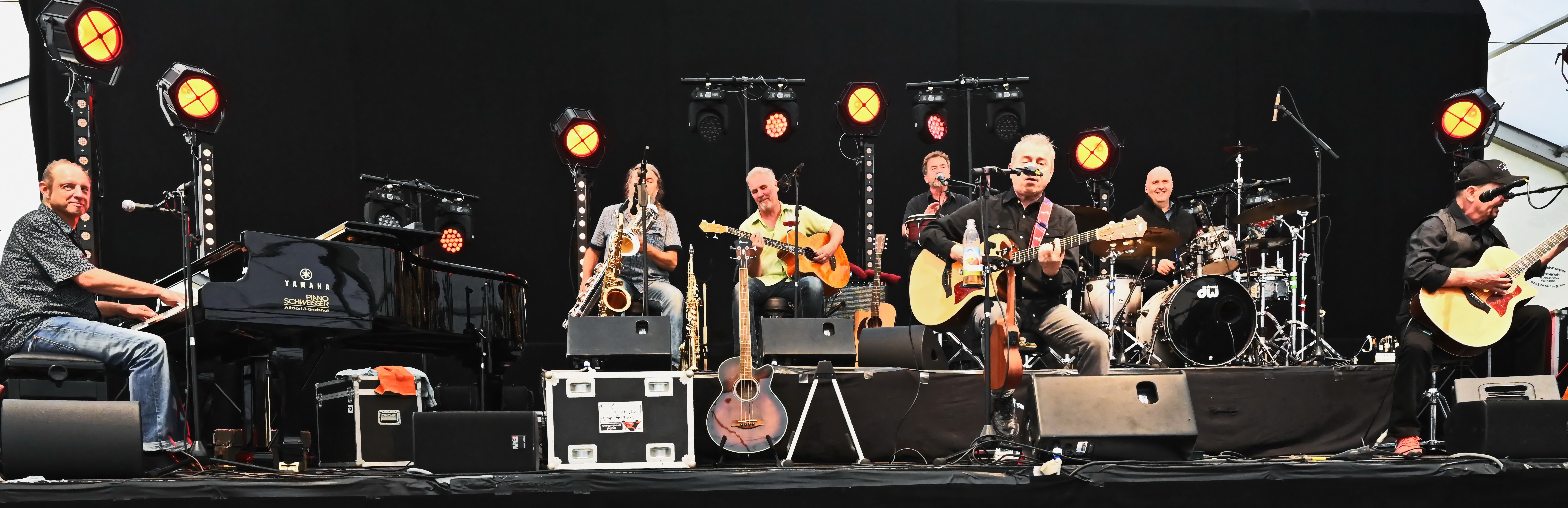
Ludwig Seuss (li) mit der Spider Murphy Gang beim KultArt in Krailling, 2019

Die Ludwig-Seuss-Band besteht seit 1990, sie ist neben New Orleans R&B vor allem auf Cajun und Zydeco spezialisiert. Seit 1987 ist er festes Mitglied der Spider Murphy Gang. Er ist auch als Studiomusiker tätig.

## Diskographie der Ludwig Seuss Band
- Marilyn Sessions
- Second´s Out
- Zydeco Boogie
- Live
- Organized
- Swamp Stomp
- Lou´s Blues & Zydeco Mix
- Be my guest
- Christmas Jam
- B3 Bounce
- Live again!
- The downhill sessions
- The downhill sessions II

Im November 2007 erschien die zehnte CD B3 Bounce. Ludwig Seuss ist dort als Organist auf einer Hammond B3 zu hören, begleitet von seiner All Star Band, der Ludwig Seuss Band. Auf der CD The downhill sessions ist Louisiana Red zu hören.